# Cryphoeca angularis
Cryphoeca angularis là một loài nhện trong họ Hahniidae.
Loài này thuộc chi Cryphoeca. Cryphoeca angularis được Kendo Saito miêu tả năm 1934.